# Хелимский, Евгений Арнольдович
Евге́ний Арно́льдович Хели́мский (15 марта 1950, Одесса — 25 декабря 2007, Гамбург) — советский и российский лингвист (в последние годы жизни работавший в Германии), доктор филологических наук (1988), профессор. Специалист по самодийским и финно-угорским языкам, проблемам уральского и ностратического языкового родства, языковым контактам, теории генетической классификации языков, культурной истории Северной Евразии и шаманизму. Представитель Московской школы компаративистики.

## Биография
Окончил Отделение структурной и прикладной лингвистики МГУ (1972); защитил кандидатскую диссертацию на тему «Древнейшие угорско-самодийские языковые связи» (Тарту, 1979) и докторскую диссертацию на тему «Историческая и описательная диалектология самодийских языков» (Тарту, 1988). Работал в Институте славяноведения и балканистики РАН (1978—97), преподавал в РГГУ (1992—98), в Будапештском университете (1994—95) и др. университетах Европы. С 1998 — профессор Гамбургского университета и директор Института финно-угроведения и уралистики в Гамбурге. Скончался после тяжелой и долгой болезни.

## Вклад в науку
Участник и организатор многих лингвистических экспедиций в Сибирь и на Таймыр; занимался полевыми исследованиями всех самодийских языков, один из авторов известных «Очерков по селькупскому языку», написанных по материалам полевых исследований и существенно расширивших представление лингвистов об этом языке. Выявил ряд закономерностей исторической фонетики венгерского и самодийских языков, доказал существование угорско-самодийских параллелей в грамматике и лексике. Собрал все доступные данные по исчезнувшему южносамодийскому языку Сибири — маторскому и опубликовал его словарь и грамматику. Опубликовал большое количество архивных материалов XVIII—XIX вв. по языкам и народам Сибири. Предложил целый ряд новых уральских, индоевропейских и ностратических этимологий, собрал большой материал по заимствованной лексике в языках Сибири (включая русский).
Предложил ряд модификаций традиционной теории «генеалогического древа» применительно к уральскому материалу, имеющих значение и для общей компаративистики.
Занимался также проблемами шаманизма у самодийских народов, собрал и опубликовал тексты шаманских камланий.
Издатель 1-го выпуска «Таймырского этнолингвистического сборника» и других трудов по уралистике.

### Основные публикации
- Очерки по селькупскому языку: Тазовский диалект. Ч. 1-3. М., 1980, 1993, 2002 (соавторы: А. И. Кузнецова и др.).
- Древнейшие венгерско-самодийские языковые параллели: Лингвистическая и этногенетическая интерпретация. М.: Наука, 1982.
- The Language of the First Selkup Books. Szeged, 1983 — (Studia Uralo-Altaica 22).
- Die Matorische Sprache: Wörterbuch — Grundzüge der Grammatik — Sprachgeschichte. Szeged, 1997. — (Studia Uralo-Altaica 41).
- Компаративистика, уралистика: Лекции и статьи / Е. А. Хелимский. — М.: Языки русской культуры, 2000. — 640, [2] с. — (Studia philologica). — 1000 экз. — ISBN 5-7859-0157-9. (в пер.)
- Самодийско-тунгусо-маньчжурские лексические связи. М.: Языки славянской культуры, 2007. (соавтор: А. Е. Аникин)
- Тунгусо-маньчжурские языки : [арх. 17 октября 2022] / Хелимский В. А. // Телевизионная башня — Улан-Батор. — М. : Большая российская энциклопедия, 2016. — С. 498—500. — (Большая российская энциклопедия : [в 35 т.] / гл. ред. Ю. С. Осипов ; 2004—2017, т. 32). — ISBN 978-5-85270-369-9.